# أليخو كاربنتيير
أليخو كاربنتيير ي. فالمونت (ولد في 26 من ديسمبر 1904م -توفي في 24 من أبريل 1980م) هو روائي وكاتب مقالات ومؤلف موسيقى كوبي الجنسية، وقد تأثر تأثيرًا كبيرًا بالأدب الأمريكي اللاتيني في الفترة الأشهر في تاريخه، وهي فترة «الطفرة». وُلد كاربنتيير في لوسان، سويسرا، وترعرع في هافانا، في كوبا؛ وبالرغم من ميلاده في أوروبا، إلا أنه كان يعتز كثيرًا كونه كوبيًا طوال حياته. وقد كان كثير السفر، خاصةً إلى فرنسا وجنوب أمريكا والمكسيك، حيث قابل أبرز أعضاء مجتمع الثقافة والفن الأمريكي اللاتيني. وكان كاربنتيير يبدي اهتمامًا كبيرًا بسياسات أمريكا اللاتينية وعادةً ما كان يتحالف مع الحركات الثورية المختلفة، مثل الثورة الشيوعية التي قادها فيدل كاسترو في كوبا في منتصف القرن العشرين. وجديرٌ بالذكر أن كاربنتيير اعتقل ونُفي بسبب فلسفاته السياسية اليسارية.
وبفضل معرفة كاربنتيير المتقدمة بالموسيقى، تمكن من دراسة علم الموسيقى والنشر ودراسة الموسيقى الكوبية دراسة عميقة، La música en Cuba، فضلاً عن دراسة تقنيات السمات الموسيقية المتكاملة خلال أعماله. فقد درس عناصر الثقافة الكوبية الإفريقية، وأدخل إلى أغلب كتاباته هذه العناصر الثقافية. رغم أن كاربنتيير قد كتب العديد من الأنواع الأدبية، مثل الصحافة والدراما الإذاعية والمسرحيات والمقالات الأكاديمية، فضلاً عن الأوبرا ونصوصها، إلا أن أشهر ما يُعرف به هو رواياته. فقد كان من أوائل المشاركين في الواقعية السحرية باستخدام أسلوب العجائب الواقعية لاستكشاف روعة جودة تاريخ وثقافة أمريكا اللاتينية. ومن أشهر أمثلة تأثر كاربنتيير بالثقافة الإفريقية الكوبية واستخدامه أسلوب العجائب الواقعية هو روايته El reino de este mundo (The Kingdom of this World) (مملكة هذا العالم)، التي نشرت عام 1949م، والتي تتناول الثورة الهايتية التي كانت في أواخر القرن الثامن عشر الميلادي.
وقد جمع أسلوب كاربنتيير في الكتابية بين أسلوب عصر الباروك (Baroque)، أو أسلوب عالم الباروك الجديد الذي تبناه فنانوا أمريكا اللاتينية من النموذج الأوروبي، ولكن برؤية فنية خاصة بأمريكا اللاتينية. وبفضل التجربة الجديدة للحركة السيريالية الفرنسية، تبنى كاربنتيير كذلك النظرية السيريالية وأدخلها لأول مرة إلى أدب أمريكا اللاتينية. وقد اتسم كاربنتيير بالحماس الدائم لاستكشاف أبعاد جديدة للهوية الكوبية، إذ استغل تجاربه التي حظي بها من سفرياته العديدة خلال أوروبا وأمريكا اللاتينية في إثراء مفهومه عن الهوية الأمريكية اللاتينية. فقد نسج كاربنتيير عناصر التاريخ السياسي لأمريكا اللاتينية وموسيقاها والظلم الاجتماعي المتفشي بها وكذلك الفن في نسيج كتاباته، التي كان لها تأثير كبير على الكتاب الشباب في أمريكا اللاتينية وكوبا، مثل Lisandro Otero (ليساندرو أوتيرو)، وLeonardo Padura (ليوناردو بادورا)، وكذلك Fernando Velázquez Medina (فيرناندو فيلازكويه ميدينا).
وقد توفي كاربنتيير في باريس عام 1980م، ودُفن في مقبرة كولون في هافانا، مع نجوم الفن والسياسة الكوبيين الآخرين.

## روابط خارجية
- أليخو كاربنتيير على موقع IMDb (الإنجليزية)
- أليخو كاربنتيير على موقع الموسوعة البريطانية (الإنجليزية)
- أليخو كاربنتيير على موقع مونزينجر (الألمانية)
- أليخو كاربنتيير على موقع ديسكوغز (الإنجليزية)
- أليخو كاربنتيير على موقع قاعدة بيانات الفيلم (الإنجليزية)

## كتابات أخرى
الإنجليزية
- Adams, Michael Ian (1975) Three authors of Alienation: Bombal, Onetti, Carpentier, Austin: University of Texas Press, ISBN 0-292-78009-5
- Echevarría, Roberto González (1983) Alejo Carpentier : Bibliographical guide, Westport, Conn.: Greenwood Press, ISBN 0-313-23923-1
- Brennan, Timothy (Ed. 2001) Alejo Carpentier Music in Cuba: Edited and with and Introduction by Timothy Brennan, translated by Alan West-Durán, Minneapolis: University of Minnesota Press, (ردمك 978-0-8166-3229-9)
- Cox, Timothy J. (2001) Postmodern Tales of Slavery in the Americas : From Alejo Carpentier to Charles Johnson, New York: Garland.
- Harvey, Sally (1994) Carpentier's Proustian Fiction : The Influence of Marcel Proust on Alejo Carpentier, London: Tamesis Books, ISBN 1-85566-034-2
- Janney, Frank (1981) Alejo Carpentier and his Early Works, London : Tamesis Books, ISBN 0-7293-0062-5
- King, Lloyd (1972) Alejo Carpentier : His Euro-Caribbean Vision, St. Augustine, Trinidad: Research & Publications Fund Committee.
- Pancrazio, James J. (2004) The Logic of Fetishism : Alejo Carpentier and the Cuban Tradition, Lewisburg: Bucknell University Press.
- Shaw, Donald, (1985) Alejo Carpentier Twayne World Author's Series, ISBN 0-8057-6606-5
- Tusa, Bobs (1983) Alchemy of a hero : a Comparative Study of the Works of Alejo Carpentier and Mario Vargas Llosa, Valencia; Chapel Hill : Albatros Hispanofila, ISBN 84-7274-099-4
- Tusa, Bobs, (1982) Alejo Carpentier, a Comprehensive Study, Valencia; Chapel Hill : Albatros Hispanofila, ISBN 84-7274-090-0
- Wakefield, Steve (2004) Carpentier's Baroque fiction : Returning Medusa's Gaze, Tamesis Books, (ردمك 978-1-85566-107-3)
- Webb, Barbara (1992) Myth and History in Caribbean Fiction : Alejo Carpentier, Wilson Harris, and Edouard Glissant, Amherst: University of Massachusetts Press.
- Young, Richard E. (1983) Carpentier, El reino de este mundo.

الإسبانية
- Acosta, Leonardo (1981) Música y épica en la novela de Alejo Carpentier.
- Ainsa, Fernando, (2005) Alejo Carpentier ante la crítica.
- Arias, Salvador (1977) Recopilación de textos sobre Alejo Carpentier.
- Barroso, Juan (1977) Realismo mágico y lo real maravilloso en El reino de este mundo y El siglo de las luces.
- Bergh, Klaus Müller (1972) Alejo Carpentier : Estudio biográfico-critico.
- Bergh, Klaus Müller (1972) Asedios a Carpentier.
- Birkenmaier, Anke (2006) Alejo Carpentier y la cultura del surrealismo en América Latina.
- Blanco, Luis (1970) Alejo Carpentier : tientos y differencias.
- Calahorro,Inmaculada López (2006) Alejo Carpentier y el mundo clasico.
- Chaple, Sergio (2004) Estudios carpenterianos.
- Collard, Patrick (1991) Cómo leer a Alejo Carpentier.
- Cvitanovic, Dinko (1997) Carpentier : una revisión lineal.
- Duno-Gottberg, Luis (2003) "Solventando las diferencias: La ideología del mestizaje en Cuba", Iberoamericana – Frankfurt am Main, Vervuert, Madrid.
- Echevarría, Roberto González (1993) Alejo Carpentier, el peregrino en su patria.
- Echevarría, Roberto González (2004) Alejo Carpentier, el peregrino en su patria.
- Fama, Antonio (1995) Las últimas obras de Alejo Carpentier.
- Fowler, Víctor (2004) Diccionario de conceptos de Alejo Carpentier.
- González, Eduardo (1978) Alejo Carpentier : el tiempo del hombre.
- Labastida, Jaime (1974) Casa de las Américas, no.87, "Con Alejo Carpentier".
- Martí, José (1974) Un camino de medio siglo : Homenaje nacional al 70 aniversario de Alejo Carpentier.
- Mayo, Edmundo Gómez, Construcción y lenguaje en Alejo Carpentier.
- Mocega-González, Esther P. (1980) Alejo Carpentier : estudios sobre su narrativa.
- Mocega-González, Esther P. (1975) La narrativa de Alejo Carpentier : el concepto del tiempo como tema fundamental.
- Mujica, Héctor (1975) Conversación con Alejo Carpentier.
- Padura, Leonardo (2002) Un camino de medio siglo : Alejo Carpentier y la narrativa de lo real maravilloso.
- Pickenhayn,Jorge Oscar (1978) Para leer a Alejo Carpentier.
- Plaza, Sixto (1984) El acá y el allá en la narrativa de Alejo Carpentier.
- Sáinz, Enrigue (1980) Conversación con Alejo Carpentier.
- Santander, Carlos (1971) Alejo Carpentier: Viaje a la Semilla y otros relatos.
- Selma, José Vila (1978) El "último" Carpentier.
- Rodríguez, Alexis Márquez (1982) Lo barroco y lo real-maravilloso en la obra de Alejo Carpentier.
- Rodríguez, Alexis Márquez (2004) Nuevas lecturas de alejo Carpentier.
- Zurdo, Oscar Velayos (1985) El diálogo con la historia de Alejo Carpentier.